# Herborn (Hesja)
Herborn – miasto w niemieckim kraju związkowym Hesja, w rejencji Gießen, w powiecie Lahn-Dill.
Prawie połowę jego powierzchni zajmują lasy. W mieście znajdują się liczne budynki z muru pruskiego. Burmistrzem jest Hans Benner (SPD). Herborn leży na trasie drogi europejskiej E40/E41.

## Zabytki
- ewangelicki kościół z lat 1598–1609
- domy z pruskiego muru z XVII i XVIII wieku
- fontanna na rynku z roku 1730
- drukarnia Paulshof z roku 1606
- szkoła średnia (obecnie muzeum) z lat 1591–1599, przebudowana w roku 1645
- ratusz z XVII wieku
- zamek Herborn

## Współpraca
Miejscowości partnerskie:
- Guntersdorf, Austria od 1970
- Iława, Polska od 1998
- Pertuis, Francja od 1965
- Schönbach, Austria od 1996

## Demografia
Dane na dzień 31 grudnia każdego roku:
- 1998 - 21 334 mieszkańców
- 1999 - 21 415
- 2000 - 21 380
- 2001 - 21 254
- 2002 - 21 304
- 2003 - 21 214
- 2004 - 21 158
- 2005 - 21 260
- 2011 - 20 486